# Thelymitra javanica
Thelymitra  javanica es una especie de orquídea perteneciente a la familia Orchidaceae que es endémica del Sur de Asia.

## Descripción
Es una orquídea de pequeño  tamaño, que prefiere el clima fresco. Tiene hábito terrestre con un tallo erecto que lleva una sola hoja linear, aguda, que florece en otoño en una inflorescencia erecta, con 2 a 18 flores que abren sucesivamente.

## Distribución y hábito
Se encuentra en la Isla de Java y Filipinas en las laderas montañosas muy poco vegetativas en suelos ácidos o dispersos en elevaciones de 1400 a 3000 metros.  

## Taxonomía
Thelymitra  javanica fue descrita por Carl Ludwig Blume y publicado en Bijdragen tot de flora van Nederlandsch Indië 419. 1825.
Etimología
Thelymitra: nombre genérico que deriva de las palabras griegas thely = (mujer) y mitra = (sombrero), refiriéndose a la forma de  la estructura del estaminodio o estambre estéril en la parte superior de la columna que es llamado mitra.
 javanica: epíteto geográfico que alude a su localización en  la Isla de Java.